# Ceropegia nilotica
Ceropegia nilotica ist eine Pflanzenart der Gattung Leuchterblumen (Ceropegia) aus der Unterfamilie der Seidenpflanzengewächse (Asclepiadoideae).

## Merkmale
Ceropegia nilotica besitzt ausdauernde, windende und kletternde Stängel, die bis 2 m lang werden können. Sie messen etwa 2 bis 5 mm im Durchmesser. Die Wurzeln sind fleischig und verdickt. Die einfachen Laubblätter sind leicht sukkulent und messen 1,5 bis 10 cm × 0,6 bis 3 cm. Die Blattstiele sind 15 mm lang. Die länglich-lanzettliche oder breit-lanzettliche Blattspreite besitzt gewellte oder sägeförmige Ränder.
Der gestielte Blütenstand ist ein- bis mehrblütig; es ist jedoch immer nur eine Blüte geöffnet. Die Stiele zwischen 2 und 60 mm lang. Die verwachsenen Kronblätter sind grauweißlich bis cremefarben mit dichten roten Flecken. Die Krone ist bis 6 Zentimeter lang und leicht gebogen. Der Kronkessel ist 10 bis 14 mm lang und 5 bis 9 mm im Durchmesser. Er ist typischerweise etwas oberhalb der Mitte eingeschnürt. Die trichterförmige Kronröhre ist gebogen und erweitert sich zunächst sehr langsam, dann weiter oben deutlich rascher. Die Kronzipfel sind dreieckig bis lanzettlich und an den Spitzen verwachsen. Die Ränder sind entlang der Mittelrippe umgeschlagen und behaart. Sie sind weiß, grün und dunkelrot gebändert.
Die Balgfrüchte sind schlank, 12 bis 22 cm lang und 2 bis 3 mm im Durchmesser.

## Vorkommen
Diese Art hat ein sehr großes Verbreitungsgebiet im tropischen und subtropischen Afrika von Senegal bis Südafrika.

## Systematik
Es existieren eine ganze Reihe von Synonymen zu dieser Art: Ceropegia constricta N.E.Brown, Ceropegia mozambicensis Schlechter, Ceropegia gemmifera K.Schumann, Ceropegia boussingaultifolia Dinter, Ceropegia gossweileri S.Moore, Ceropegia plicata E.A.Bruce, Ceropegia mozambicensis var. ulugurensis Werdermann, Ceropegia grandis E.A.Bruce, Ceropegia decumbens P.R.O.Bally.